# Karové jezero

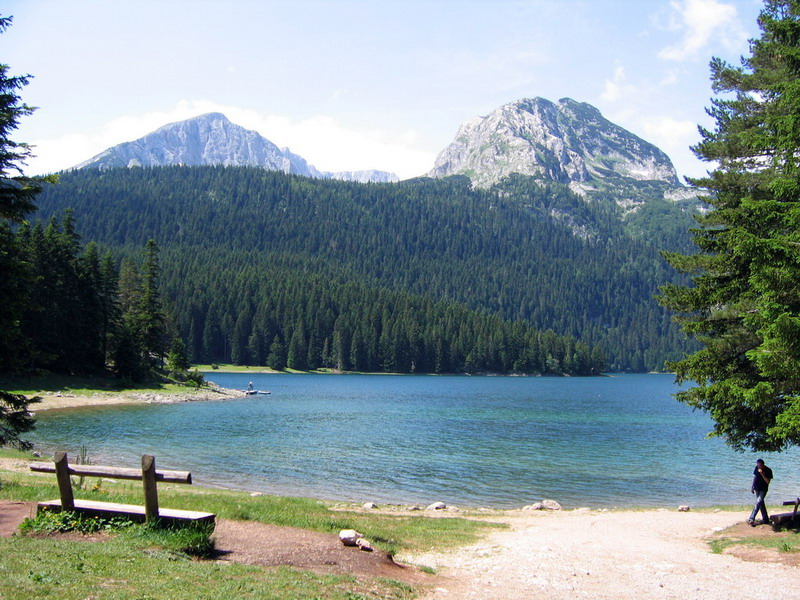
Karové jezero

Karové jezero (pleso) je druh ledovcového jezera, které vzniklo v ledovcovém karu po odtátí ledovce. Má většinou malou rozlohu, oválný tvar, prudké břehy, které jsou často tvořené vysokými skalními stěnami a značnou hloubku.

## Příklady
- některá plesa v Tatrách — Veľké Hincovo pleso, Czarny Staw pod Rysami, Dračie pleso, Vyšné Wahlenbergovo pleso
- ledovcová jezera v Krkonoších — Wielki Staw, Mały Staw
- ledovcová jezera na Šumavě — Černé jezero, Čertovo jezero, Plešné jezero